# 金村敏彦
金村 敏彦（かねむら としひこ、1955年1月28日 - ）は、日本の裁判官。福岡高等裁判所部総括判事や、山口地方裁判所長を経て、広島高等裁判所部総括判事。

## 人物・経歴
広島県呉市出身。広島大学卒業。広島大学大学院修了。1980年旧司法試験合格。1983年広島地方裁判所判事補。2005年広島高等裁判所判事。2007年広島地方裁判所部総括判事。2012年広島地方裁判所呉支部長。2014年福岡高等裁判所部総括判事。2017年山口地方裁判所長、山口家庭裁判所長。2018年広島高等裁判所部総括判事。

## 裁判
- 広島地裁時代の2009年12月24日、民事第3部の裁判長として[5]広島タクシー運転手連続殺人事件の死刑囚（2006年に死刑執行）との面会を拒否された弁護士・足立修一による国家賠償請求訴訟を棄却する判決を言い渡した[6]。